# Línea L30 (Montevideo)
La línea L30 es una línea local de Montevideo, une Punta de Rieles con las unidades penitenciarias ubicada en el mismo barrio. La ida es Cárcel de Punta de Rieles y la vuelta Punta de Rieles.

## Recorridos
| Ida - Escorpión - Piscis - Cefeo - Camino Guerra - Plaza Museo y Memoria - Aries - Avenida Punta de Rieles - Camino Dionisos - Unidad N°1 y Nº6 de Punta de Rieles | Vuelta - Unidad N°1 y Nº6 de Punta de Rieles - Cno. Dionisos - Avenida Punta de Rieles - Aries - Camino Guerra - Varsovia - Escorpión |

## Barrios
El L30 pasa por Punta de Rieles y Bañados de Carrasco (norte).